# Phemia Molkenboer

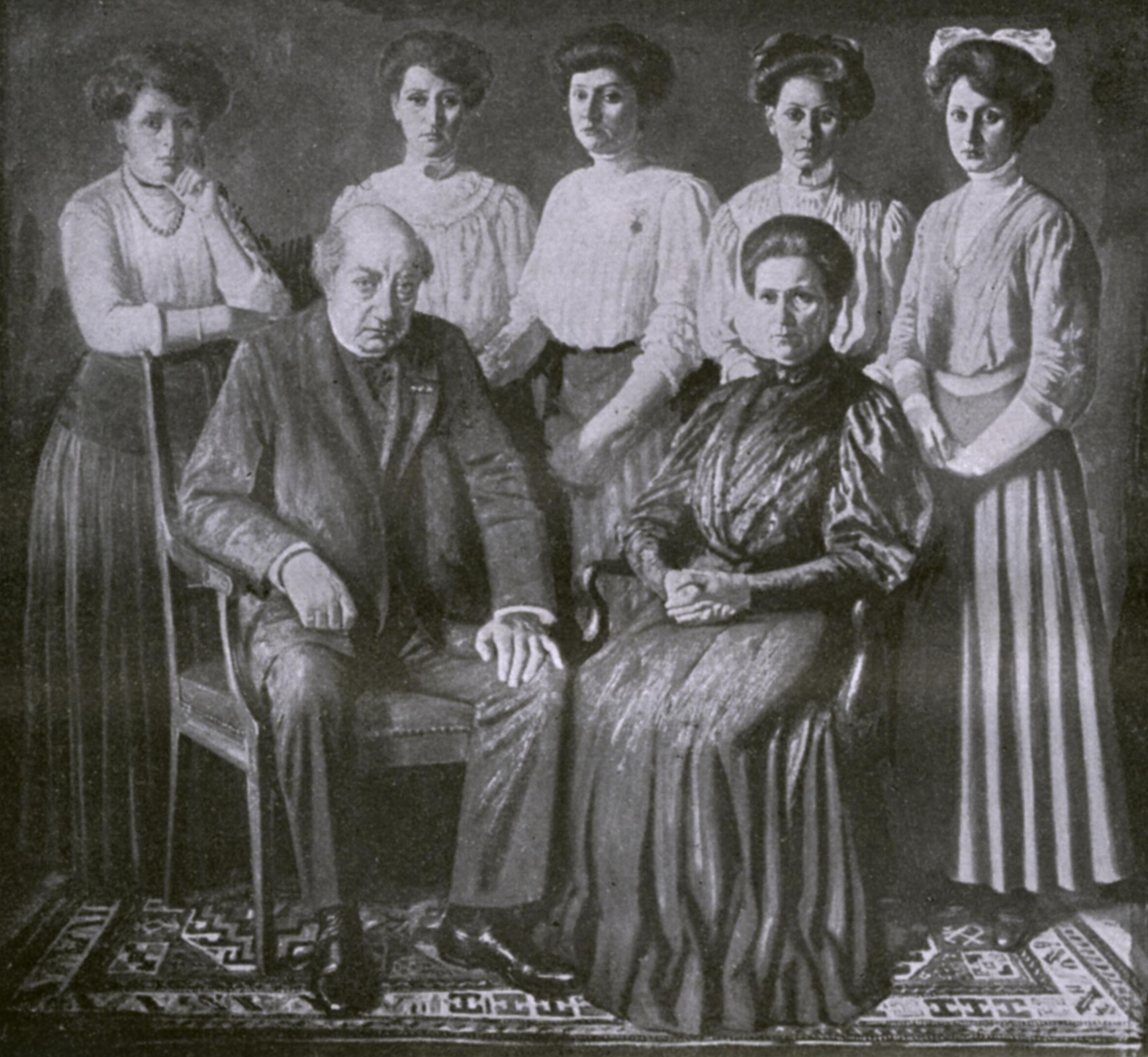
Wilhelmus Bernardus Gerardus Molkenboer (1844-1915), Maria Cecilia Petronella Johanna Derkinderen (1848-1934) en hun dochters. Phemia is de derde dochter van links

Euphemia Hendrika Maria (Phemia) Molkenboer (Weesp, 10 september 1883 – Amsterdam, 10 mei 1940) was een Nederlands keramist, meubelontwerper en tekenleraar.

## Biografie
Phemia Molkenboer werd in 1883 geboren als dochter van beeldhouwer en tekenaar Willem Molkenboer en Marie Derkinderen (1848-1934), zus van de kunstenaar Anton Derkinderen. Phemia was een zus van de kunstenaars Theo en Antoon Molkenboer en de Vondelkenner Bernard Molkenboer.
Ze kreeg van 1900 tot 1905 onderwijs aan de Rijksnormaalschool voor Teekenonderwijzers in Amsterdam, waar haar vader directeur was, en daarna een jaar aan de toenmalige Rijksakademie van Beeldende Kunsten, eveneens in de hoofdstad, waar haar oom van moederskant, Antoon Derkinderen, in 1907 directeur werd. Aansluitend werkte ze als tekenonderwijzeres en ze bleef dat zeker tot in 1930 doen. Van 1916 tot 1920 was Molkenboer betrokken bij het tijdschrift Jong Leven en naderhand was ze secretaris van de katholieke Kunstkring de Violier te Amsterdam.

## Werk
In 1907 maakte Molkenboer illustraties voor een boek van Johanna Naber en vervolgens ontwierp ze boekomslagen, veelal in de stijl van de art nouveau. Verder werkte ze voor de speelgoedfabriek Olanda, waarvoor ze houten speelgoed en kindermeubelen ontwierp. In 1924 ontwierp Molkenboer voor De Porceleyne Fles een aantal herinneringsborden voor het 27e Internationaal Eucharistisch Congres. Tevens ontwierp zij borden voor De Sphinx te Maastricht. Van hetgeen Molkenboer bij exposities mocht inbrengen was ongeveer de helft materiaal dat zij voor Olanda ontwierp. Molkenboers werk is onderscheiden op de Panama-California Exposition in San Diego.

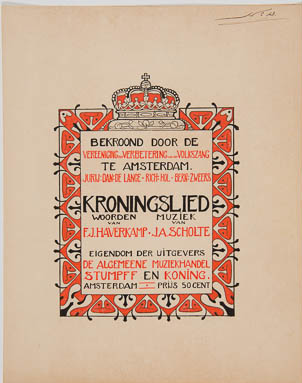
Omslag voor bladmuziek Kroningslied uit 1898 (collectie Drents Museum)
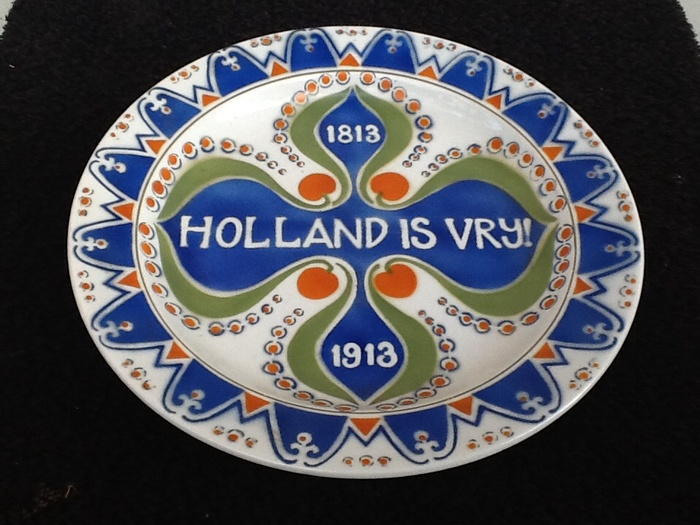
Herinneringsbord 100 jaar Koninkrijk der Nederlanden, 1913
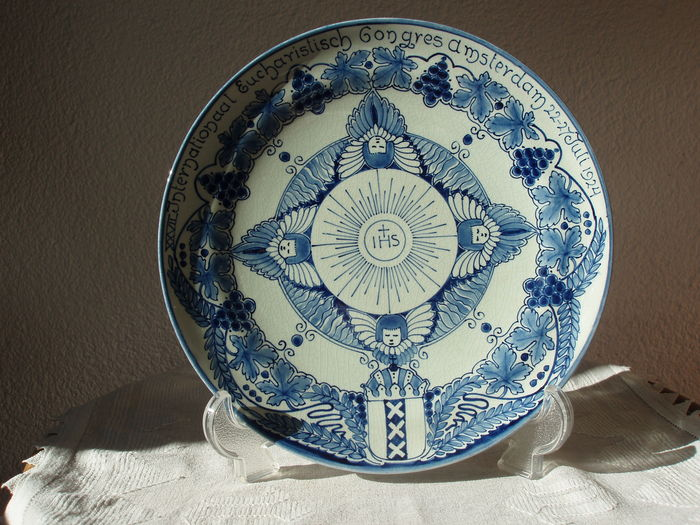
Herinneringsbord voor het XXVII Internationaal Eucharistisch Congres, Amsterdam 22 - 27 Juli 1924
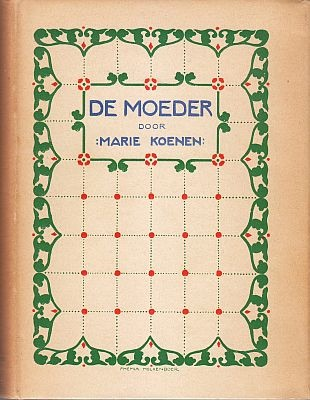
Boekomslag voor Marie Koenen uit 1938

- Biografisch Portaal: 47535105
- International Standard Name Identifier: 0000 0003 8718 7033
- Nederlandse Thesaurus van Auteursnamen: 142136093
- RKD-Nederlands Instituut voor Kunstgeschiedenis: 93031
- Virtual International Authority File: 280054796
- WorldCat: E39PBJvxvmRMv7jRK3hBrrwDMP